# Luke Fildes
Samuel Luke Fildes KCVO RA (Liverpool, 3 de outubro de 1843 – Londres, 28 de fevereiro de 1927) foi um pintor e ilustrador britânico. Ele trabalhou no jornal The Graphic criando ilustrações e foi pintor de diferentes quadros e os retratos de coroação de Eduardo VII, Alexandra da Dinamarca, Jorge V e Maria de Teck.

## Illustrator

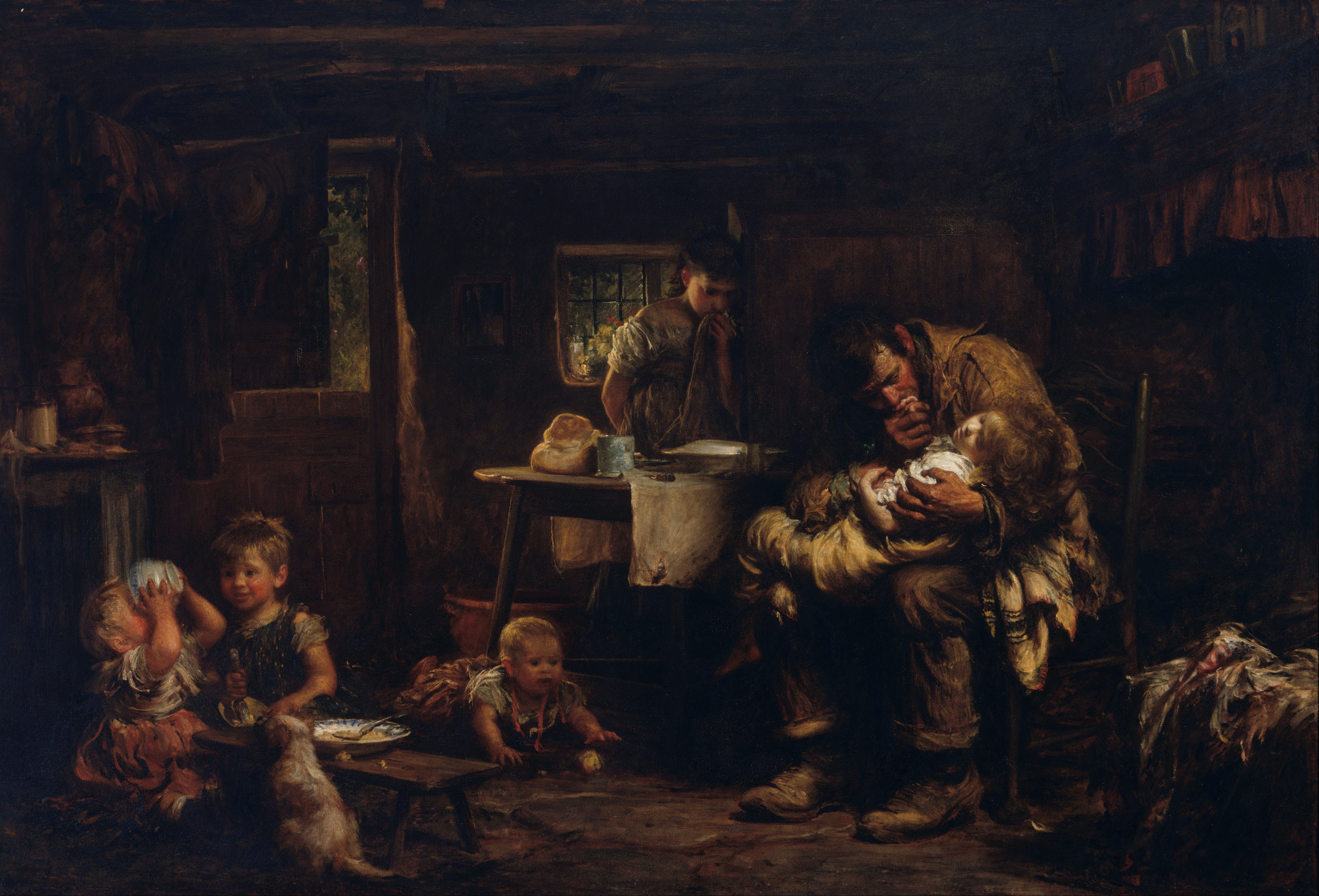
The Widower, c. 1875-1876

Aos 17 anos, Fildes tornou-se estudante da Warrington School of Art. Fildes mudou-se para a South Kensington Art School, onde conheceu Hubert von Herkomer e Frank Holl. Todos os três homens foram influenciados pelo trabalho de Frederick Walker, o líder do movimento realista social na Grã-Bretanha.
Fildes compartilhava a preocupação de sua avó com os pobres e, em 1869, juntou-se à equipe do jornal The Graphic, um semanário ilustrado iniciado e editado pelo reformador social William Luson Thomas. Fildes compartilhava a crença de Thomas no poder das imagens visuais para mudar a opinião pública sobre assuntos como pobreza e injustiça. Thomas esperava que as imagens em The Graphic resultassem em atos individuais de caridade e ação social coletiva.
As ilustrações de Fildes eram no estilo preto e branco, popular na França e na Alemanha durante a época. Ele trabalhou em um estilo realista social, compatível com a direção editorial do The Graphic, e se concentrou em imagens que retratam os destituídos de Londres. O Graphic publicou uma ilustração concluída por Fildes no dia seguinte à morte de Charles Dickens, mostrando a cadeira vazia de Dickens em seu escritório; esta ilustração foi amplamente reimpressa em todo o mundo e inspirou a pintura de Vincent van Gogh A Cadeira Amarela.
Na primeira edição do jornal The Graphic, publicado em dezembro de 1869, Luke Fildes foi convidado a fornecer uma ilustração para acompanhar um artigo sobre a Lei dos Pobres Sem Teto, uma nova medida que permitia que algumas dessas pessoas desempregadas se abrigassem por uma noite na ala casual de um asilo. A foto produzida por Fildes mostrava uma fila de sem-teto solicitando ingressos para pernoitar no asilo. A gravura em madeira, intitulada Houseless and Hungry, foi vista por John Everett Millais, que chamou a atenção de Charles Dickens. Dickens ficou tão impressionado que imediatamente encomendou a Fildes para ilustrar seu próximo romance, O mistério de Edwin Drood; apenas seis das doze parcelas planejadas foram publicadas, no entanto, quando a morte repentina de Dickens deixou o livro inacabado.
As ilustrações de Fildes também apareceram em outros periódicos de grande circulação: Sunday Magazine, The Cornhill Magazine e The Gentleman's Magazine. Ele também ilustrou vários livros além de Edwin Drood de Dickens, como Catherine de Thackeray (1894).

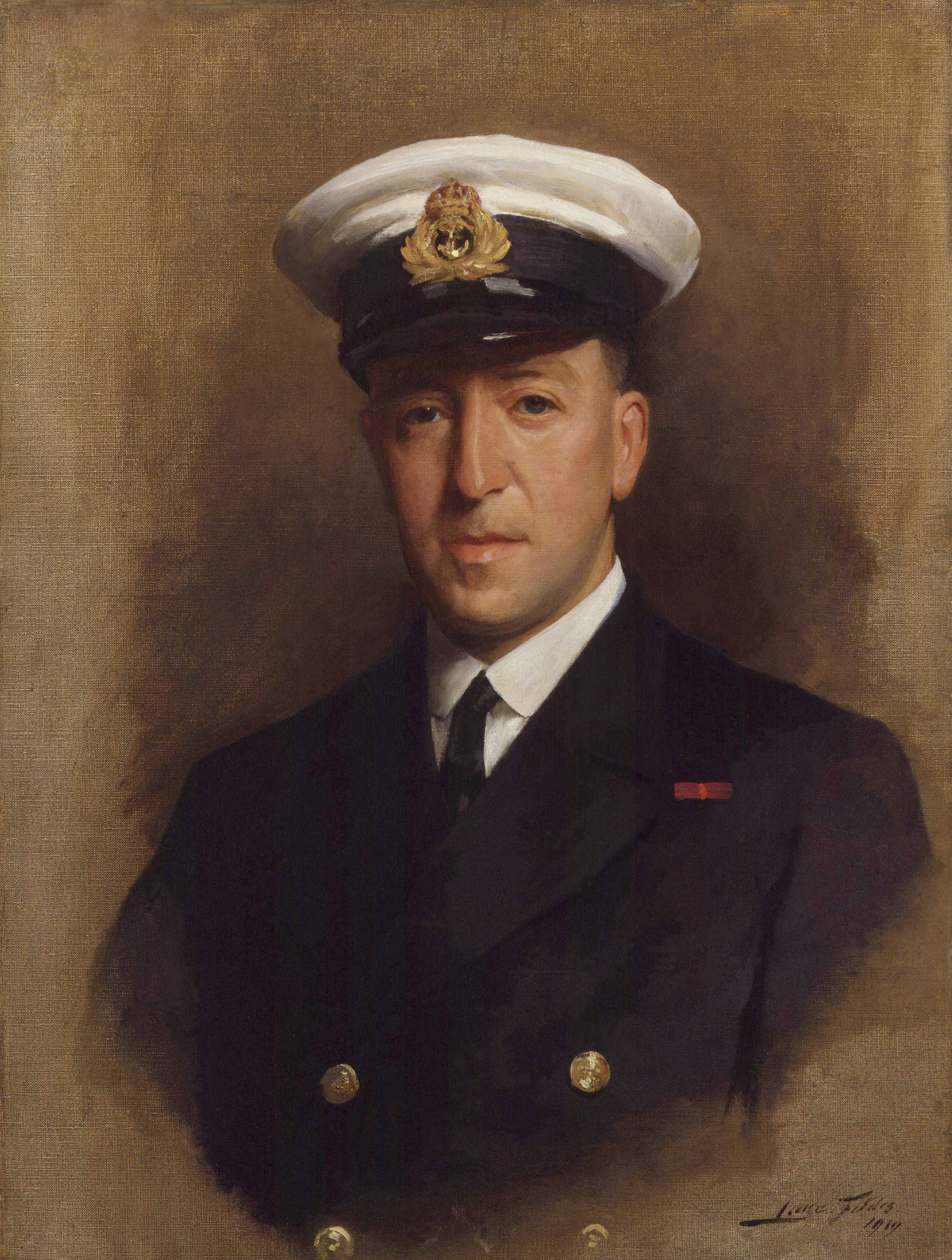
Pintura de Fildes de seu filho Paul Fildes em 1919

## Pintor
Fildes logo se tornou um artista popular e, em 1870, desistiu de trabalhar para o The Graphic e voltou toda a sua atenção para a pintura a óleo. Ele se classificou entre os pintores ingleses mais hábeis, com The Casual Ward (1874), The Widower (1876), The Village Wedding (1883), An Al-fresco Toilette (1889); e The Doctor (1891), agora na Tate Britain. Ele também pintou uma série de quadros da vida veneziana e muitos retratos notáveis, entre eles retratos comemorativos da coroação do rei Eduardo VII e da rainha Alexandra. Ele foi eleito Associado da Royal Academy (ASA) em 1879 e Royal Academician (RA) em 1887; e foi nomeado cavaleiro pelo rei Eduardo VII em 1906. Em 1918, ele foi nomeado Cavaleiro Comandante da Real Ordem Vitoriana (KCVO) pelo rei George V.  Fildes produziu um grande número de caricaturas para a Vanity Fair sob o pseudônimo de giz de cera "ELF". Ele e Henry Woods eram considerados líderes da escola neoveneziana.

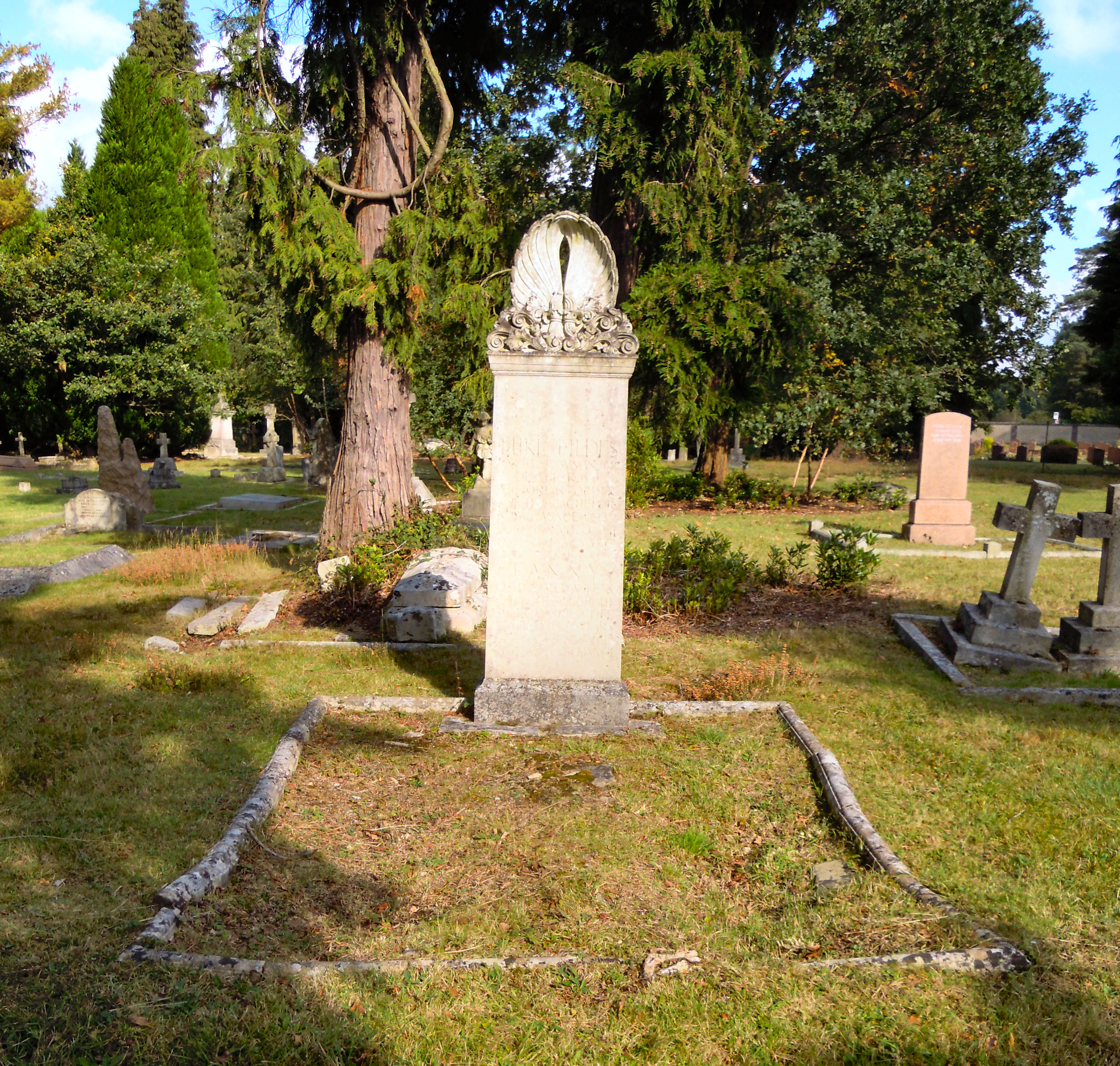
Túmulo de Fildes no cemitério de Brookwood

## Política moderna

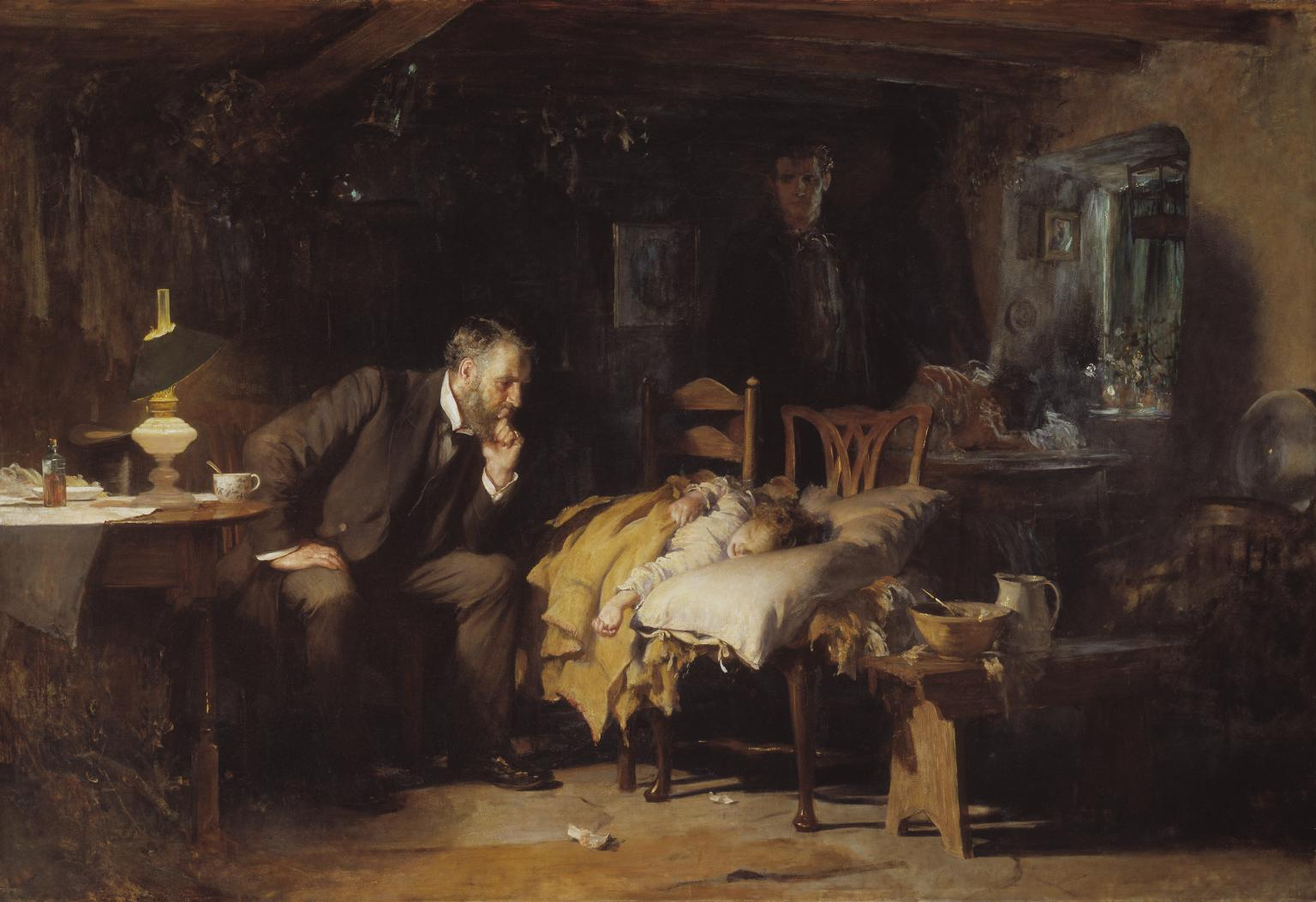
O Doutor, um retrato de 1891 de Fildes

Em 1949, a pintura de Fildes, The Doctor (1891), foi usada pela American Medical Association em uma campanha contra uma proposta de assistência médica nacionalizada apresentada pelo presidente Harry S. Truman. A imagem foi usada em cartazes e brochuras junto com o slogan "Mantenha a política fora desta imagem", o que implica que o envolvimento do governo na assistência médica afetaria negativamente a qualidade da assistência. 65 000 pôsteres de The Doctor foram exibidos, o que ajudou a aumentar o ceticismo público em relação à campanha nacionalizada de saúde.

## Galeria
Obras de Fildes

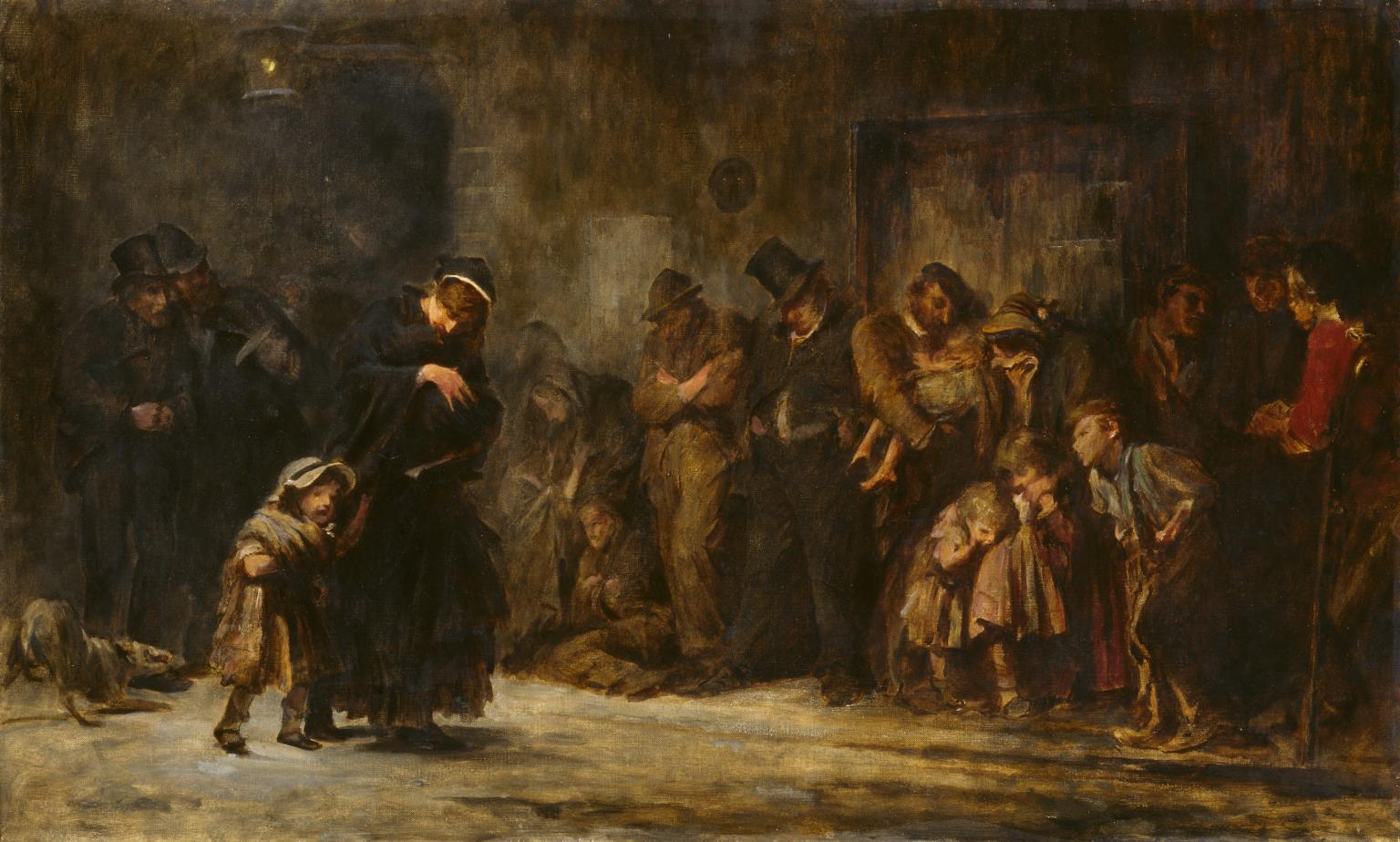
Candidatos à admissão em uma ala casual, versão menor da pintura de 1874, mantida pela Tate Gallery (após 1908)
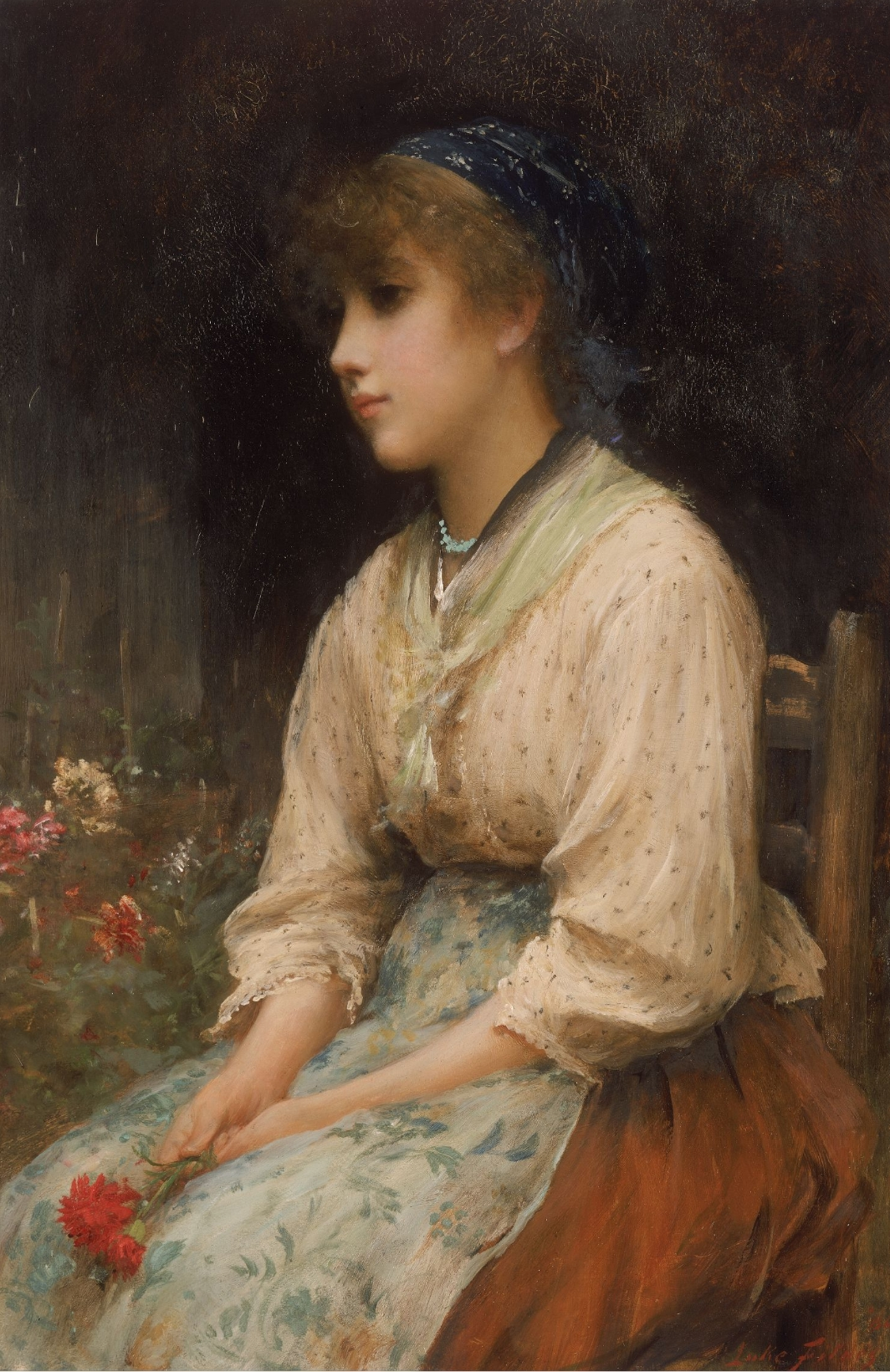
Uma florista veneziana (1877)
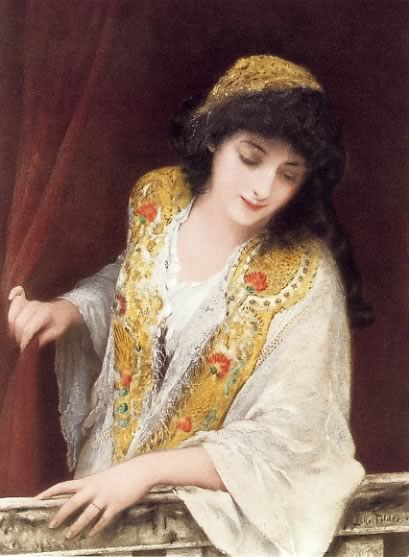
Jessica (1888)
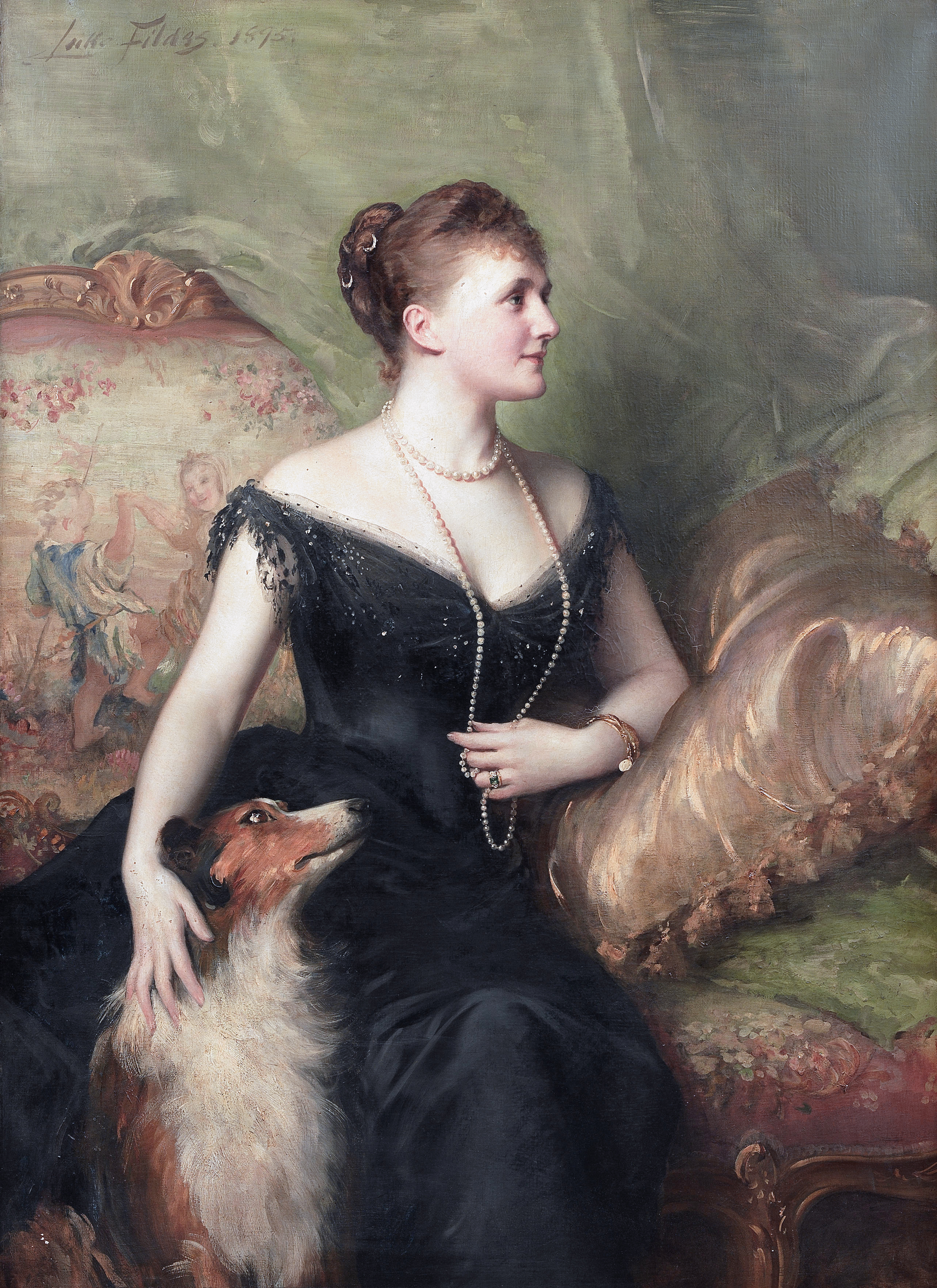
Sra. Mary Venetia James (1895)
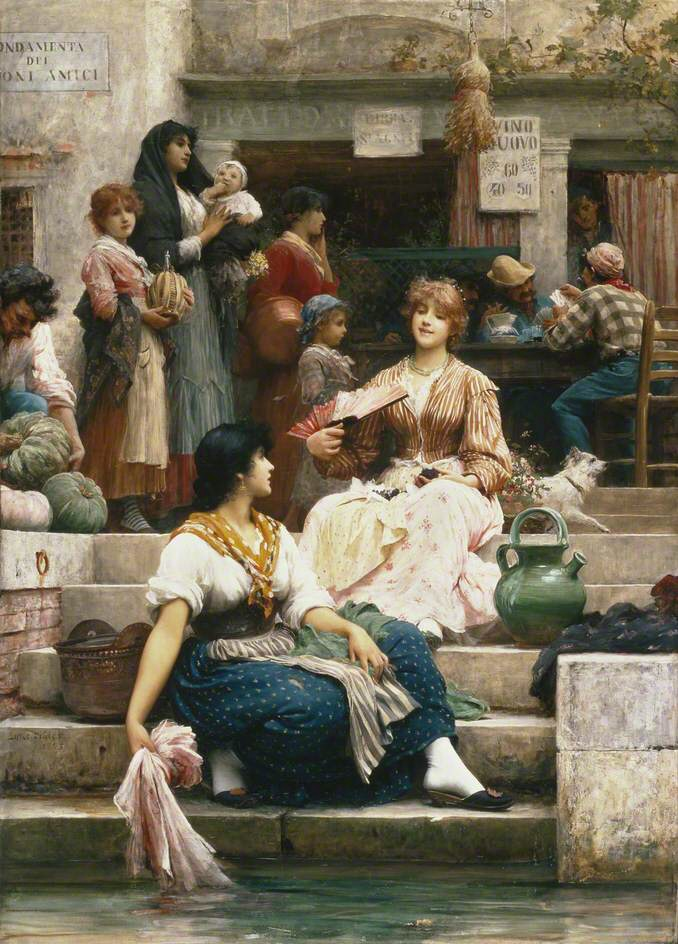
Cena italiana (c. 1900), Veneza
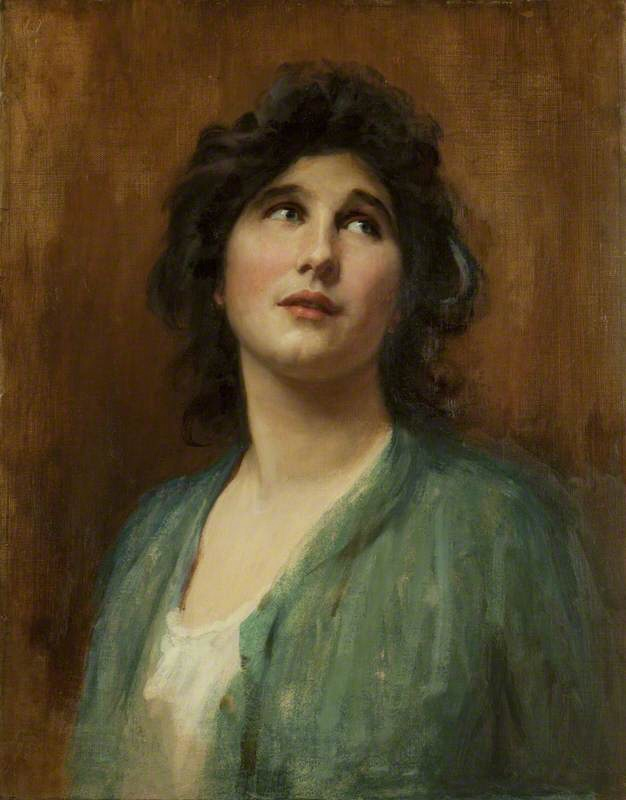
Retrato de uma mulher
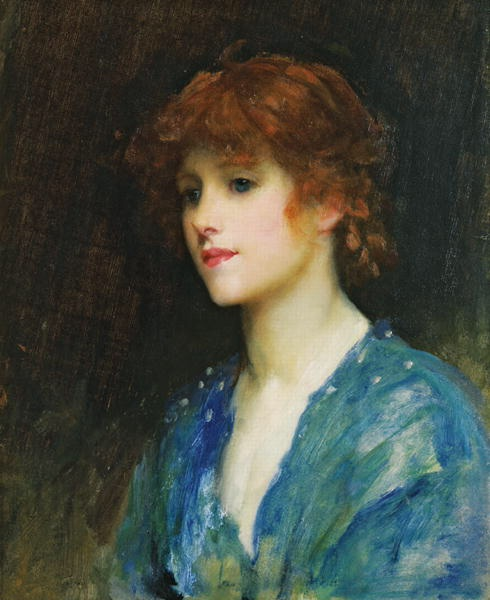
Venetta
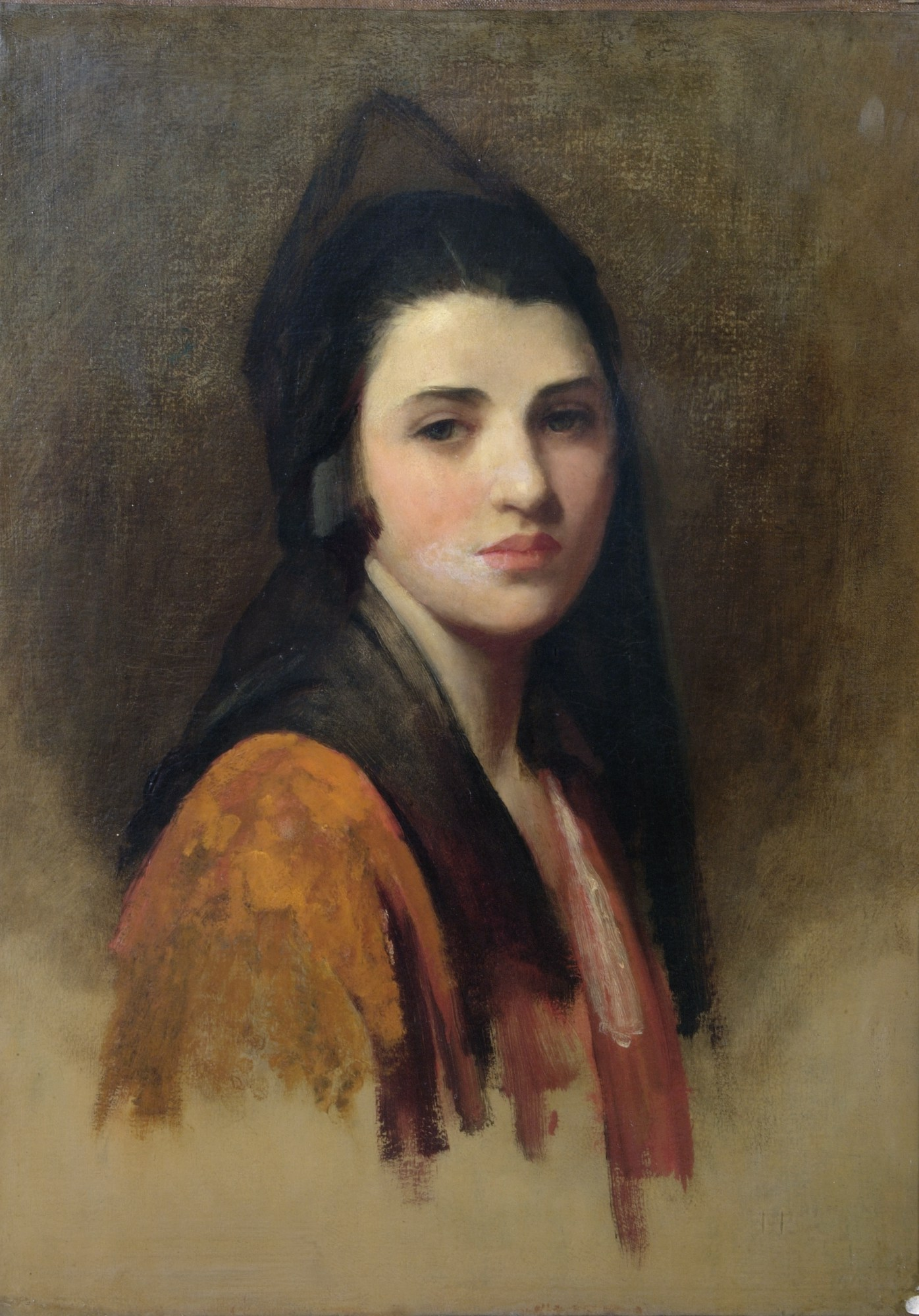
A mantilha (c. 1927)
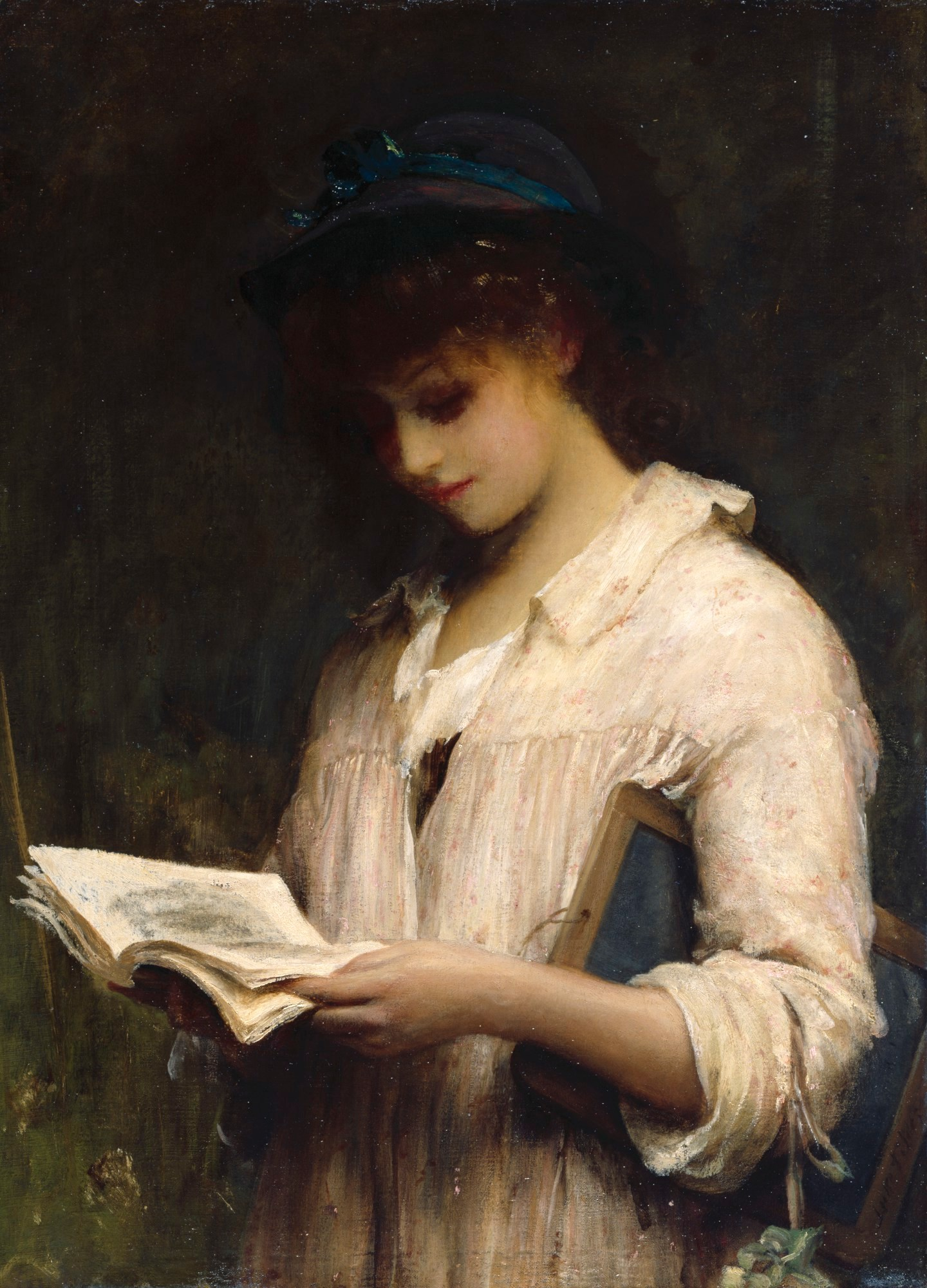
Uma colegial (1887)
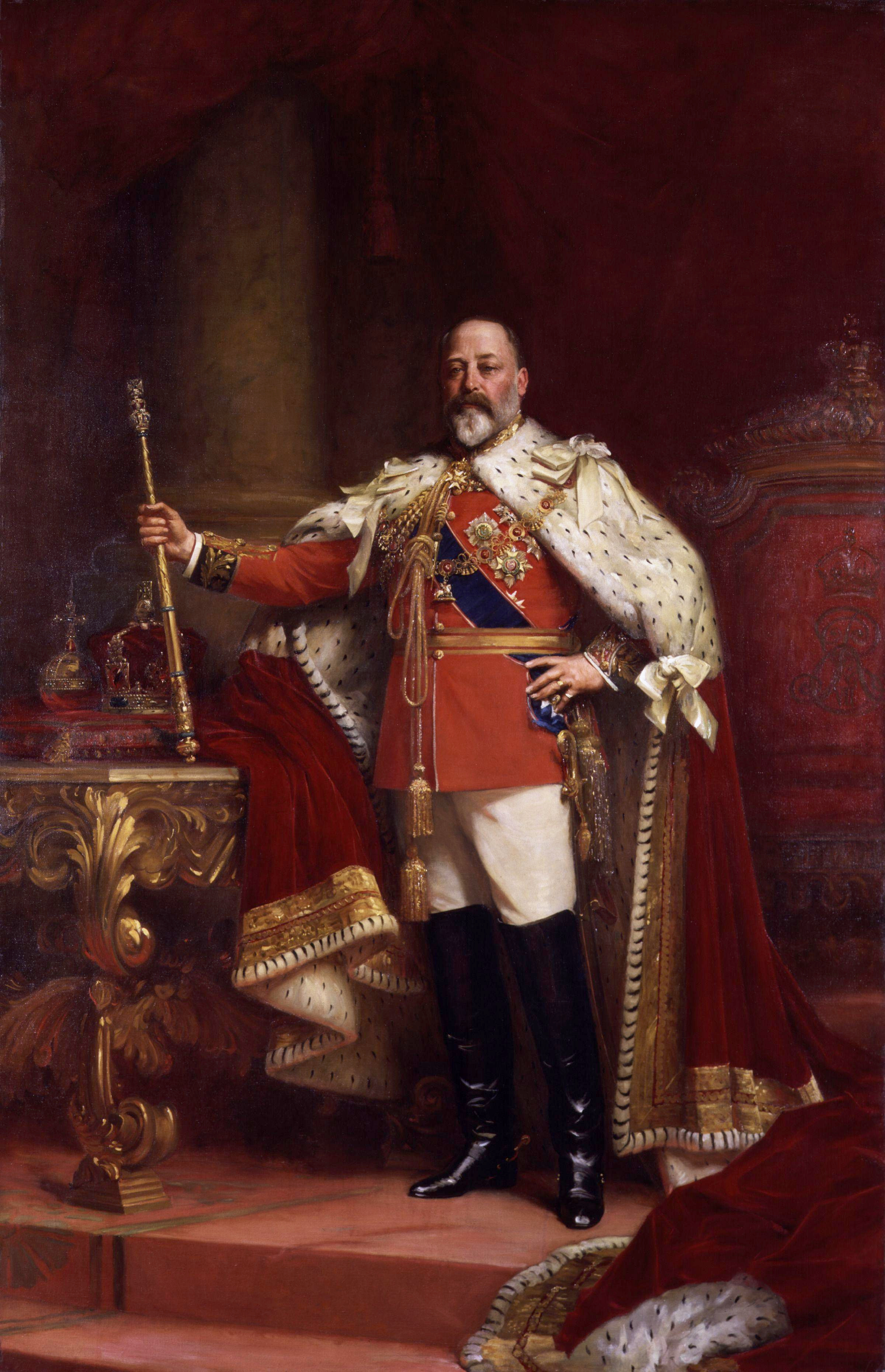
Retrato de estado de Eduardo VII (1902)
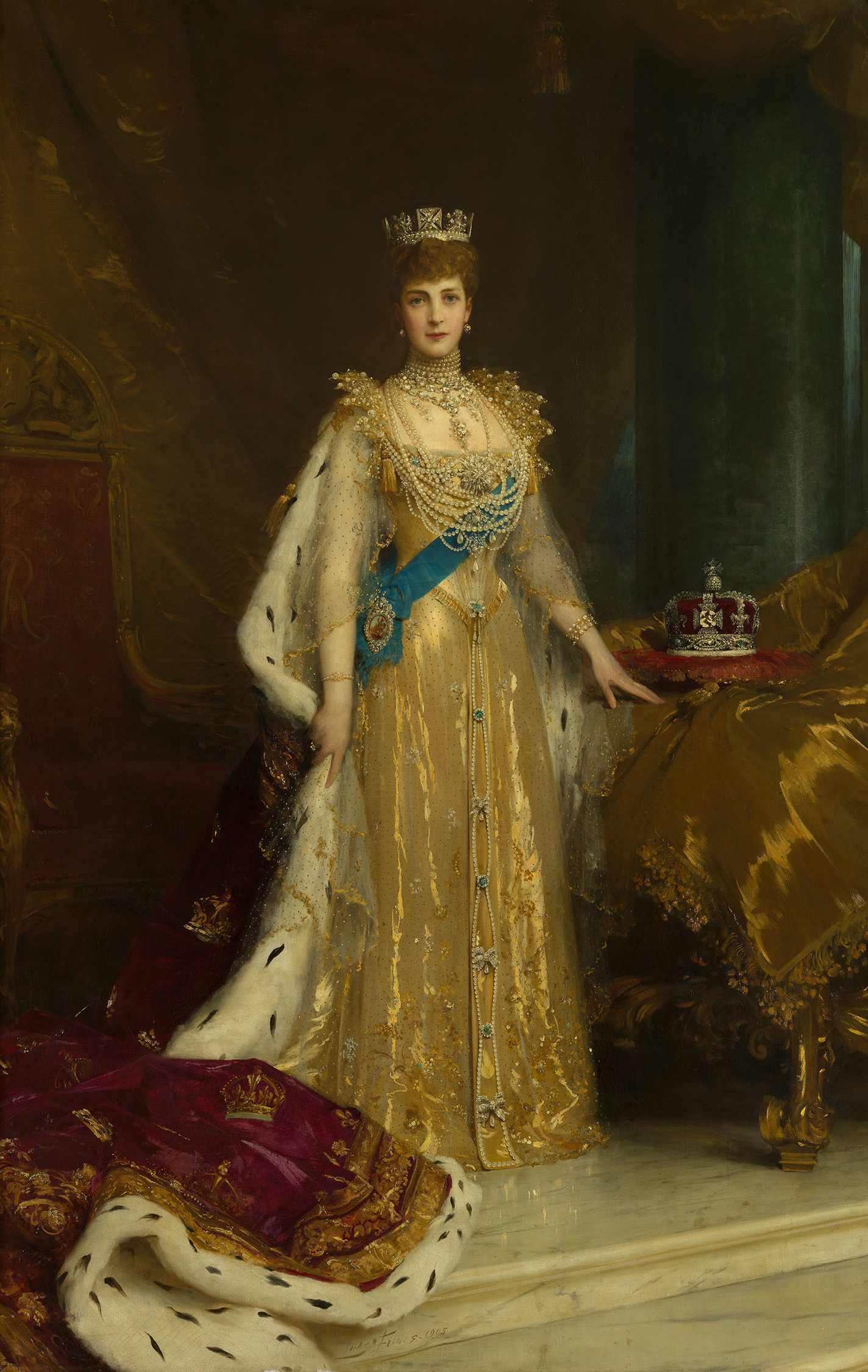
Retrato de estado da rainha Alexandra, consorte de Eduardo VII (1905)
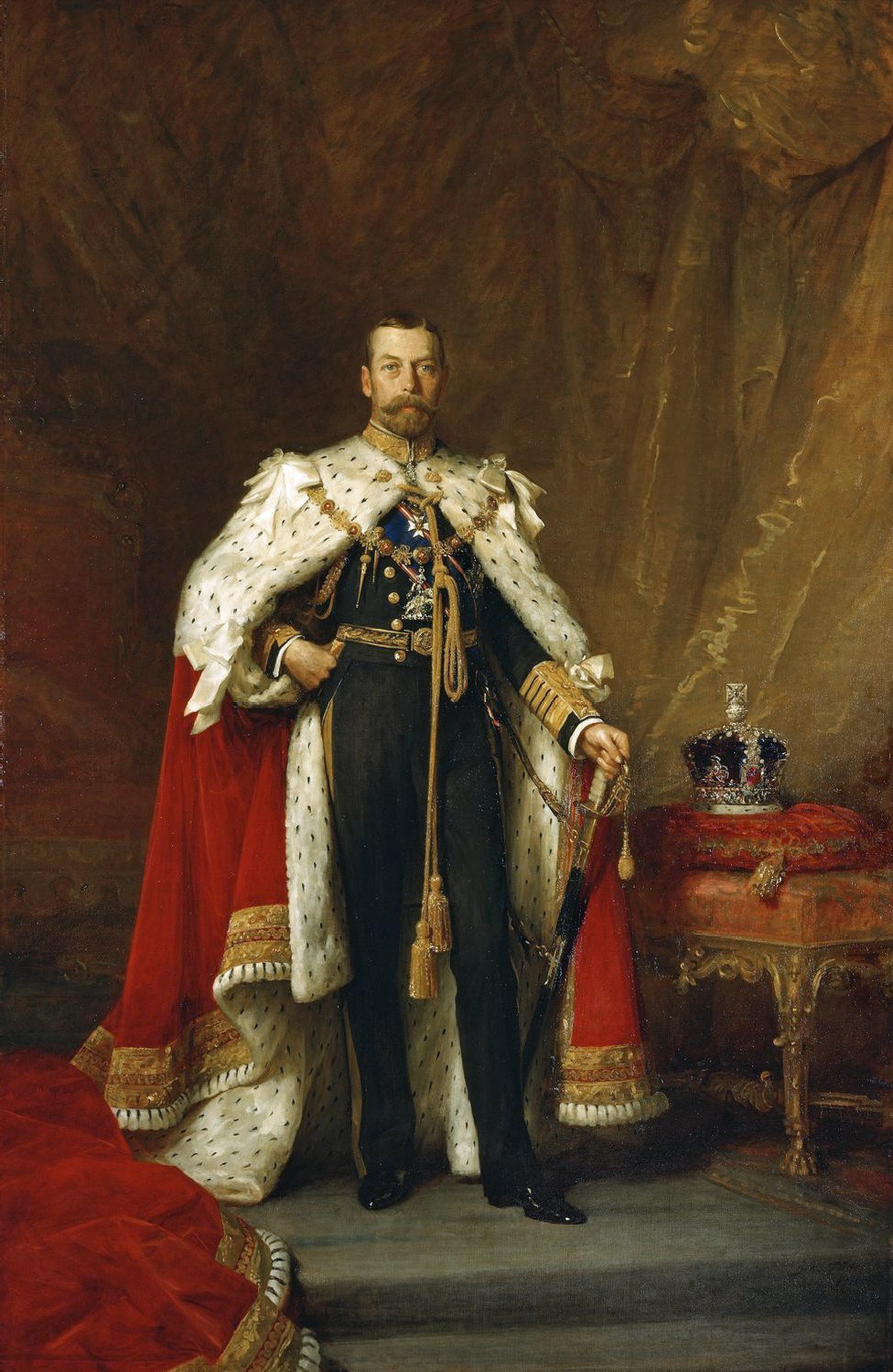
Retrato de estado de George V (1911)

Relacionados com Fildes

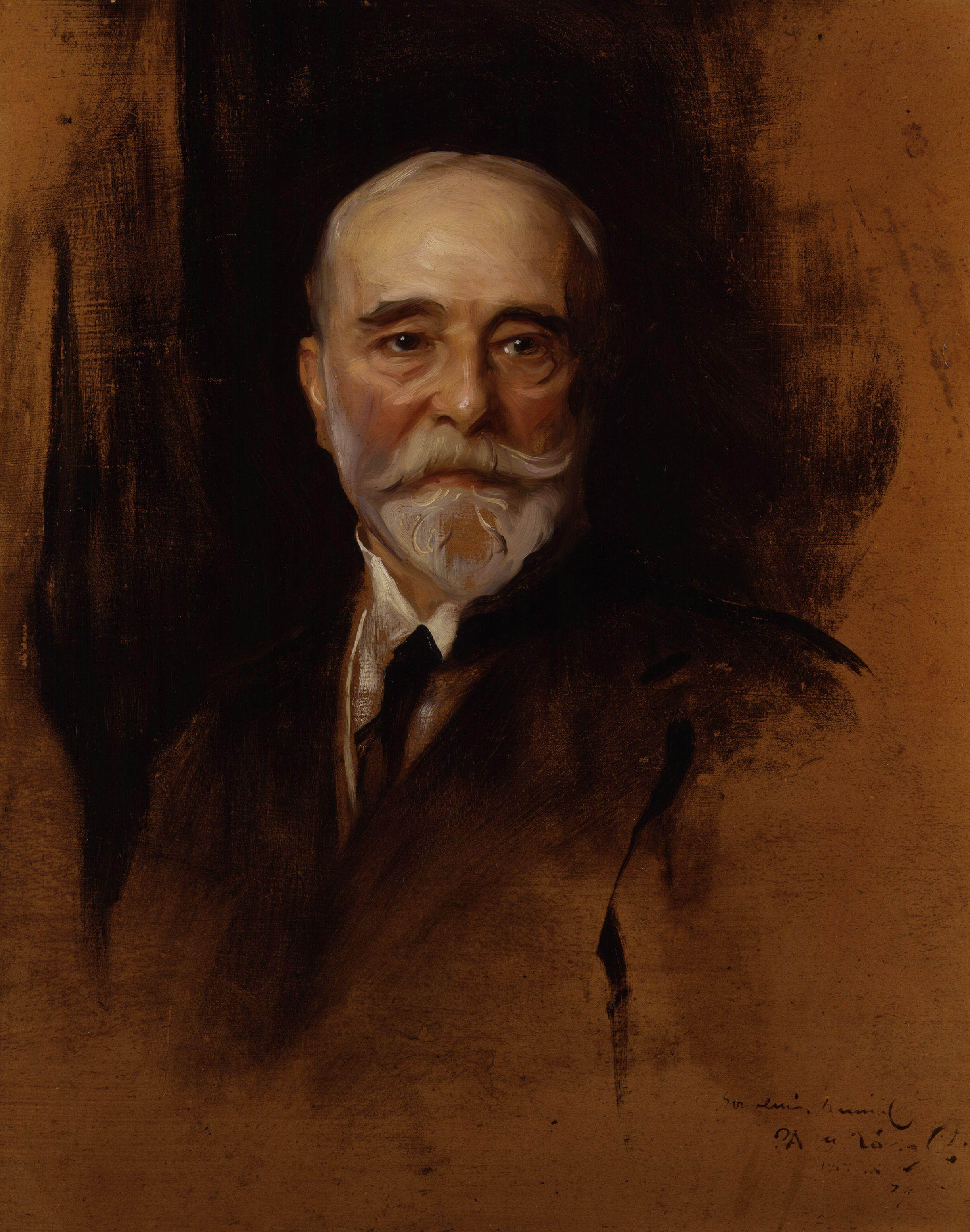
Retrato de Luke Fildes por Philip de László (1914)
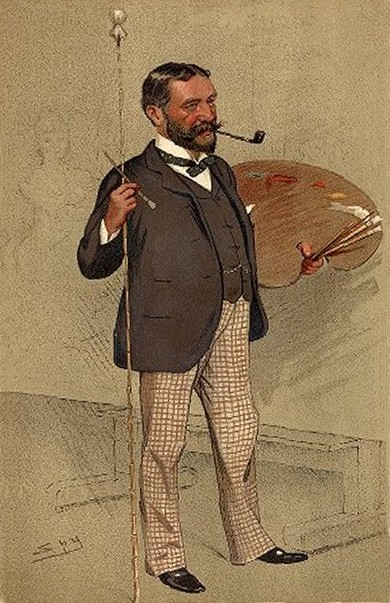
Luke Fildes "ELF" por Spy
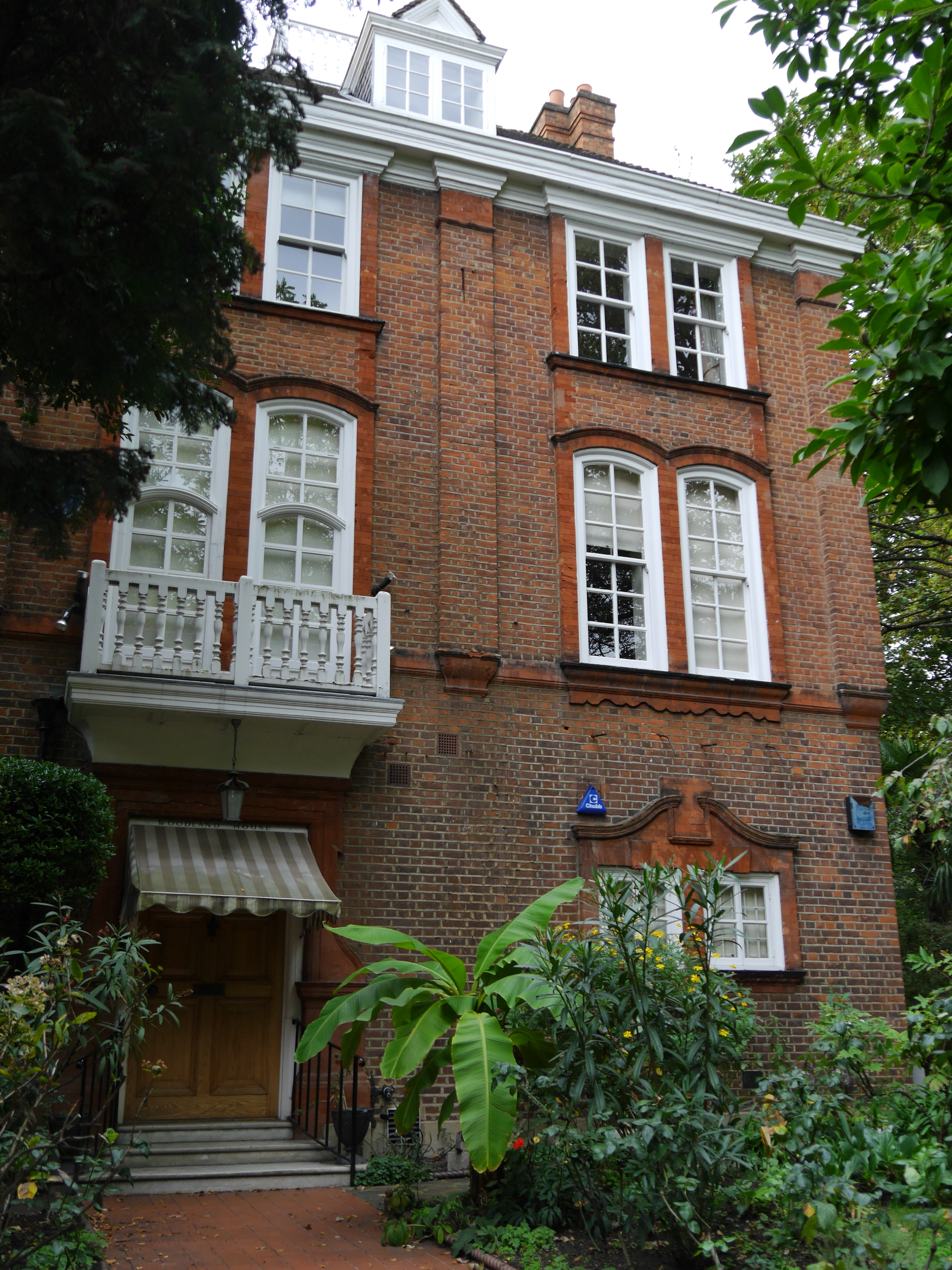
Casa da Floresta
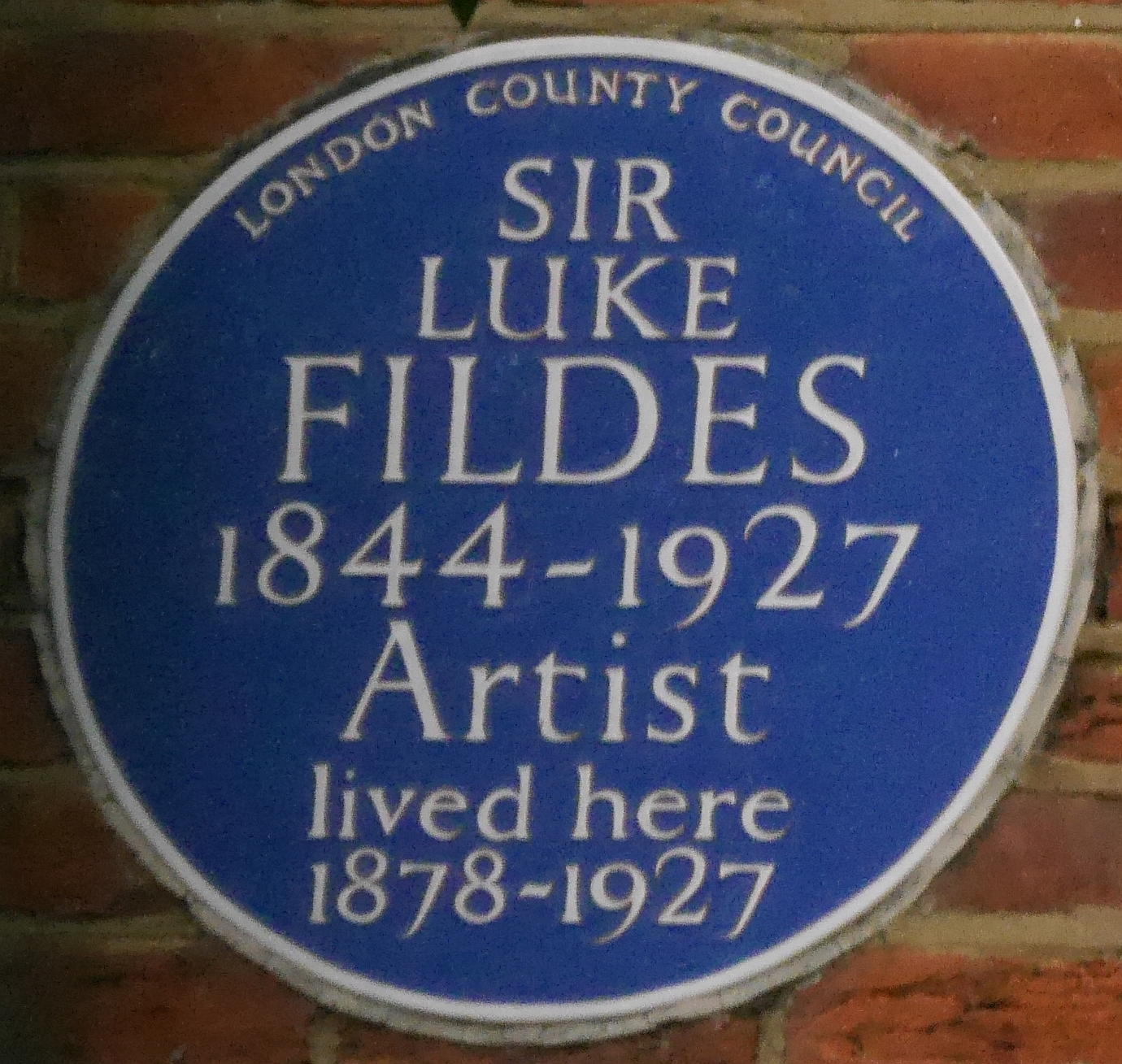
Blue plaque na Woodland House (colocando seu ano de nascimento um ano depois)